# 瀏覽器擴充功能
瀏覽器擴充功能（英語：Browser extension）是一種用於客製化網頁瀏覽器的小型軟體模組。瀏覽器通常擁有各種擴充功能，包括使用者介面修改、Cookie管理、廣告攔截以及自訂網頁的用戶腳本和樣式表。
Internet Explorer是第一個支援擴充功能的瀏覽器，從1999年發布的版本4開始支援擴充功能。Firefox自2004年推出之後支援擴充功能。Opera桌面瀏覽器從2009年開始支援擴充功能，Google Chrome和Safari在隔年也開始支援擴充功能。Microsoft Edge在2016年開始支援擴充功能。